# Annick Ohayon
Pour les articles homonymes, voir Ohayon.
Annick Ohayon est une historienne et universitaire française, spécialiste de l'histoire de la psychologie et de la psychanalyse, née le 27 novembre 1946 à Royan et morte le 17 mars 2025 à Paris.

## Biographie
Annick Ohayon originaire de Royan, a fait ses études de Psychologie à l'Université de Bordeaux, elle fait partie de cette génération sacrifiée d'étudiants qui a commencé ses études avec l'ancien régime (CELG, Licence à cinq certificats, DES) et qui à la suite des réformes d'A Fouchet en 1966, d'A Peyrefitte en 1967 et E Faure en 1968, les a terminées  avec le nouveau régime (1er cycle DUEL et DEUG, 2e cycle Licence et Maitrise, DESS) . Elle soutient ensuite une thèse de doctorat intitulée D'une guerre l'autre, psychologie et psychanalyse en France : histoire et enjeux d'une confrontation 1919-1946 sous la direction de Jacqueline Carroy à l'université Paris-Nanterre en 1996, puis est maître de conférences à l'université Paris-VIII. 
Elle est membre fondatrice du Groupe d'études pluridisciplinaires d'histoire de la psychologie et membre de l'Association internationale d'histoire de la psychanalyse.

## Publications

### Ouvrages
- Les socio-clercs : bienfaisance ou travail social, avec Anne-Marie Beyssaguet et Michel Chauvière, Paris, Maspero, 1976.
- D'une guerre l'autre, psychologie et psychanalyse en France : histoire et enjeux d'une confrontation 1919-1946, thèse de doctorat, sous la direction de Jacqueline Carroy, Université Paris-Nanterre, 1996.
- L'impossible rencontre :  psychologie et psychanalyse en France 1919-1969, Paris, Éditions La Découverte, 1999[5].
- Histoire de la psychologie en France XIXe – XXe siècles, avec Jacqueline Carroy et Régine Plas, Paris, Éditions La Découverte, 2006.
- La psychologie en questions : idées reçues sur la psychologie, avec Régine Plas, Paris, Le Cavalier bleu, 2011.
- Psychanalyse et sciences humaines dans les années 1950, in « Cahier de l’Herne Sigmund Freud », sous la direction de Sylvain Missonier et Roger Perron, 2015.
- Les psychothérapies au risque du social, une histoire comparée France États-Unis, in « La part de social en nous » sous la direction de Vincent de Gaulejac, 2017.

### Direction d'ouvrages
- L'Éducation nouvelle, histoire, présence et devenir, avec Dominique Ottavi et Antoine Savoye, Berne, Lang, 2004[6].
- Devenirs de la psychanalyse, avec Gilles Arnaud et Bénédicte Vidaillet, Toulouse, Érès, 2015.
- Le coaching, symptôme ou remède?, avec Gilles Arnaud et Maryse Dubouloy, Nouvelle revue de psychosociologie, N°34, 2022.

### Postface
- Le scandale de la pensée sociale : textes inédits sur les représentations sociales, par Serge Moscovici, préface par Nikos Kalampalikis, postface par Annick Ohayon, Paris, Éditions de l'École des hautes études en sciences sociales, 2013.